# Сесилия Ахърн
Сесилия Ахърн (на английски: Cecelia Ahern) е ирландска писателка на бестселъри в жанра чиклит и любовен роман.

## Биография и творчество
Сесилия Ахърн е родена на 30 септември 1981 г. в Дъблин, Ирландия. Дъщеря е на бившия ирландски премиер Бърти Ахърн. Има по-голяма сестра – Джорджина Ахърн, и доведен брат – Ники Бърн, член на попгрупата „Westlife“. Завършва специалност журналистика в колежа „Грифит“ в Дъблин.
През 2002 г. пише първия си роман „P.S. Обичам те!“ издаден през 2004 г. Той бързо става международен бестселър и я прави известна. През 2007 г. е екранизиран в едноименния филм с участието на Хилари Суонк, Лиса Кудроу, Кати Бейтс и Джерард Бътлър.
Следващият ѝ роман „Where Rainbows End“ (Където свършват дъгите) е издаден през 2004 г. Той също става бестселър, печели немската награда „Корин“, и през 2014 г. е екранизиран в успешния филма „Love, Rosie“ с участието на Лили Колинс, Сам Клафлин и Кристиан Кук.
В периода 2007 – 2009 г. е съавторка и продуцентка на наградения телевизионен сериал „Коя е Саманта?“.
Следващите ѝ романи – „Ако можеше да ме видиш сега“, „Място, наречено ТУК“, „Благодаря за спомените“, „Подаръкът“ и „Дневник на утрешния ден“ също в челните класации на бестселърите.
Произведенията на писателката често са издадени в над 40 страни по света.
Омъжена е за Дейвид Кийгън, с когото има две деца – Робин (род. декември 2009) и Сони (род. юли 2012). Към 2015 г. живее със семейството си в Малахайд, на 17 км от Дъблин.

## Произведения

### Самостоятелни романи
- Where Rainbows End (2004) – издаден и като „Rosie Dunne / Love, Rosie“
- A Silver Lining (2005) – издаден и като „If You Could See Me Now“ 
Ако можеше да ме видиш сега, изд.: ИК „Колибри“, София (2014), прев. Надя Баева
- A Place Called Here (2006) – издаден и като „There's No Place Like Here“
- Thanks for the Memories (2007)
- The Gift (2008)
- The Book of Tomorrow (2009) 
Дневник на утрешния ден, изд.: ИК „Колибри“, София (2012), прев. Теменуга Трифонова
- The Time of My Life (2011)
- One Hundred Names (2012)
- How to Fall in Love (2013)
- The Year I Met You (2014)
- The Marble Collector (2015)
- Lyrebird (2016)
- Freckles (2021)
- In a Thousand Different Ways (2023)

### Серия „P.S. Обичам те!“ (PS, I Love You)
1. PS, I Love You (2004) 
P.S. Обичам те!, изд.: ИК „Бард“, София (2005), прев. Стамен Стойчев
2. Postscript (2019)

### Серия „Грешница“ (Flawed)
1. Flawed (2016)
2. Perfect (2017)

### Новели
- Mrs Whippy (2006)
- How to Fall in Love... With Life (2013)

### Сборници
- Every Year (2010)
- Girl in the Mirror (2011)
- RED (2012) – с Рейчъл Куск, Ема Донахю, Макс Хейстингс, Виктория Хислъп, Антъни Хоровиц, Ханиф Курейши, Андрю Моушън и Уил Селф
- Roar (2018)

### Екранизации
- 2007 П.П. Обичам те – по романа P.S. Обичам те!
- 2007 – 2009 Коя е Саманта?, Samantha Who?
- 2010 Three Wise Women – идея
- 2014 My Whole Half Life – мини ТВ сериал, 2 епизода
- 2014 С любов, Роузи, Love, Rosie – по романа „Where Rainbows End“